# Predeal-Sărari
Predeal-Sărari è un comune della Romania di 2 597 abitanti, ubicato nel distretto di Prahova, nella regione storica della Muntenia.
Il comune è formato dall'unione di 9 villaggi: Bobicești, Poienile, Predeal, Sărari, Sărățel, Tulburea, Tulburea-Văleni, Vitioara de Sus, Zâmbroaia.